# Кнежевич, Ненад
Ненад Кнежевич (серб. Ненад Кнежевић; род. 5 декабря 1967 года в Цетине, Югославия) — черногорский певец, представитель Черногории на конкурсе песни Евровидение 2015. Известен под творческим псевдонимом «Кнез».

## Биография

### Ранние годы
Родился и вырос в городе Титоград (ныне Подгорица), в семье музыканта Мили Кнежевича. В возрасте 6 лет дебютировал на сцене на фестивале «Наша радость» в Титограде с песней «Bio jednom jedan lav». Во время учёбы в школе играл в группе «Висока фреквенциjа» с гитаристом Лео Джокаем. В составе группы записал песни «Da l' si ikada mene voljela» и «Kao magija», которые вошли в его репертуар. После школы выступал в группах «Milan i Luna», «The Moon Band» (играла на побережье Черногории) и «Montenegro Band» (со своим отцом Милей).

### Сольная карьера
В 1992 году Кнез начал сольную карьеру, дебютировав с песней «Da l' si ikada mene voljela» на белградском поп-фестивале MESAM. В том же году с помощью гитариста Лео Джокая и авторов песен Любо Йововича и Златко Йововича Кнез выпустил первый альбом «Kao magija», через два года — второй «Iz dana u dan», а в 1996 году — третий «Automatic», ставший самым продаваемым. В «Сава-центре» Кнез дал самый большой концерт в своей карьере. В 1999 году он выпустил сборник «The Best of Knez» с 18 старыми песнями и 2 новыми («Nijedna žena na svijetu» и «Ti ne znaš ko sam ja»), а также ремиксом «Kao magija». В 2000 году на фестивале в Будве Кнез завоевал гран-при с песней «Vjeruj», в 2001 году записал четвёртый альбом «Daleko, visoko», в 2003 — пятый «Ti me znaš», в 2005 — шестой «Vanilla». В 2006 году Кнез занял 3-е место на фестивале в Будве.

### Евровидение
31 октября 2014 года было объявлено об участии Кнеза в конкурсе «Евровидение-2015» от Черногории. Кнез выступил на конкурсе с песней «Adio», которую исполнял на черногорском (также были записаны версии на английском и французском). Кнез занял 9-е место в полуфинале и вышел в финал, где расположился уже на 13-м месте с 44 баллами — это лучшее достижение Черногории за историю выступления на конкурсах на 2020 год. Авторами английской версии являются Милица Файгель, Тами Родригес, Николь Родригас и Дуня Вуядинович.
Дочь — Ксения Кнежевич — в 2020 году в составе группы Hurricane должна была представить Сербию на «Евровидении» в Роттердаме.

## Дискография

### Альбомы
- Kao magija (1994)
- Iz dana u dan (1996)
- Automatic (1997)
- Daleko, visoko (2001)
- Ti me znaš (2003)
- Vanilla (2005)
- Otrov i med (2008)
- Opa Cupa (2012)

### Сборники
- The Best of Knez (1999)
- Balade (2006)
- Opa Cupa (2012)